# Marc Fundani Fúndul
Marc Fundani Fúndul (en llatí Marcus Fundanius Fundulus) va ser un magistrat romà del segle iii aC. Formava part de la gens Fundània, una gens romana d'origen plebeu.
Va ser edil plebeu l'any 213 aC i va acusar davant de les tribus algunes matrones romanes amb el càrrec de que portaven una vida desordenada. Va tenir el suport del seu col·lega Luci Vil·li Tapule (Lucius Villius Tappulus) i els dos van proposar el desterrament de les dames culpables.